# Naftali Bezem

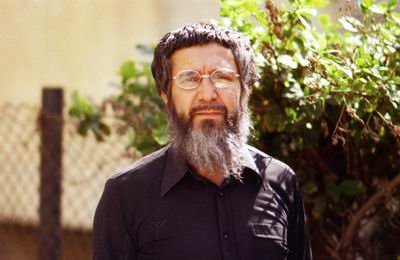
Naftali Bezem (Aufnahme von 1979)

Naftali Bezem (hebräisch נפתלי בזם; * 27. November 1924 als Leo Weltz in Essen; † 2. Oktober 2018 in Tel Aviv) war ein israelischer Maler und Bildhauer.

## Leben
Naftali Bezem wurde 1924 in Essen als jüngster Sohn des letzten Küsters der dortigen Synagoge vor deren Zerstörung während der Novemberpogrome 1938 geboren. Seine Eltern waren polnische Staatsbürger jüdischen Glaubens. Ende Oktober 1938 wurden Bezem und seine Familie im Rahmen der Polenaktion nach Bentschen an die deutsch-polnische Grenze deportiert und am Bahnhof Zbąszynek interniert. Noch vor dem deutschen Überfall auf Polen konnte Naftali Bezem Polen mit Hilfe der als Zusammenschluss verschiedener Organisationen 1932 gegründeten Kinder- und Jugend-Alijah verlassen, der in Verbindung mit dem Preußischen Landesverband Jüdischer Gemeinden die Auswahl und Vorbereitung der 13- bis 17-Jährigen zur Auswanderung nach Palästina oblag. Seine Eltern, die Naftali Bezem 1939 das letzte Mal sahen, wurden in dem unter der deutschen Besatzung organisierten Holocaust ermordet.
Von 1943 bis 1946 studierte er an der Bezalel-Kunst-Akademie in Jerusalem, unter anderen bei dem Pädagogen und Künstler Mordechai Ardon, der unter dem Namen Max Bronstein am Bauhaus in Weimar und Dessau Schüler bei Johannes Itten und Paul Klee gewesen war. Als 23-jähriger Meisterschüler Ardons gab Bezem jüdischen Emigranten Kunstunterricht. Ein dreijähriger Studienaufenthalt in Paris schloss sich an.
Meine Geschichte entläßt mich nicht, so kommentierte Bezem seine künstlerischen Arbeiten gelegentlich. Immer wieder kehren Bildmetaphern wieder: Eltern am Sabbat-Tisch, brennende Leuchter, der Hahn als das „laute Opfer“ und der Fisch als das „leise Opfer“, die Leiter für Heimkehr und Aufstieg, das Boot der Fliehenden. – Als seine wohl berühmtesten Werke gelten das 1970 geschaffene vierteilige Wandrelief („Vernichtung“, „Widerstand“, „Alija“ und „Wiedergeburt“) in Yad Vashem in Jerusalem zur Erinnerung an die ermordeten Juden Europas während der Shoah sowie die Deckengestaltung der Empfangshalle der Residenz des israelischen Präsidenten.

„ANGESICHTS EINER SKIZZE VON NAFTALI BEZEM // singen lauthals die drosseln der tod ist noch frisch / stille erlischt schon bleu dieu ciel lebewohl gibt / gedenken frei bricht entzwei leuchter / fackeln sem den fisch // aufgetischt sind blick und schrei und dabei denken / an den laut des lichts hell keinen deut nichts ist schweigen / gestillt mein sem aufs geratewohl / sind leben und tod // ein und dasselbe / im gedenken und hoffen / zeit der aussagen“

## Werke / Ausstellungen (Auswahl)

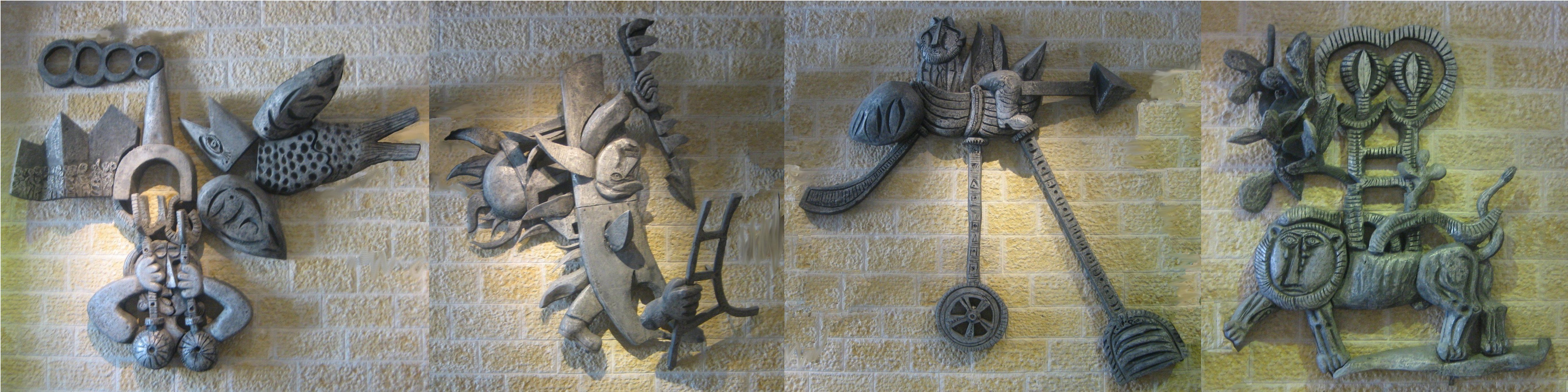
Vom Holocaust zur Wiedergeburt, Aluminium-Wandrelief von Naftali Bezem, 1970, Yad Vashem, Jerusalem, Israel. Von links nach rechts 4 Teile mit den Titeln Die Vernichtung, Widerstand, Immigration nach Israel und Wiedergeburt.

- 1954: Venedig / Biennale-Teilnahme
- 1956: Tel Aviv / Einzelausstellung
- 1959: Brüssel / Weltausstellung, Israel-Pavillon
- 1959: Jerusalem / Bezalel-Museum, Ausstellung
- 1960: Venedig / Biennale-Teilnahme
- 1969: Sao Paulo (Brasilien) / Biennale-Teilnahme
- 1970: Jerusalem / Wandrelief in der Eingangshalle Gedenkstätte für die Opfer des Naziterrors in Europa Yad Vashem und die Ausgestaltung der Decke der Empfangshalle der Residenz des israelischen Präsidenten
- 1976: Paris / Einzelausstellung
- 1977: Boston und Philadelphia  / Einzelausstellungen
- 1978: New York / Einzelausstellung
- 1979: Tel Aviv / Einzelausstellung
- 1980: Jerusalem / Einzelausstellung
- 1981: Duisburg / Glasfenster („Gedenkfenster“) in der Salvatorkirche[6][7]
- 1982, 1984, 1989: Tel Aviv / Einzelausstellungen
- 1991: Debbs-Ferry (Hudson-River, USA) / Glasfenster in der Synagoge
- 1992: Essen / Einzelausstellung des Museum Folkwang in der Alten Synagoge Essen
- 2013: Tel Aviv, Museum of Art / Einzelausstellung[8]

## Ehrungen
- 1957: Dizengoff-Preis für Bild Im Hof des II. Tempels
- 1973: Prämierung seiner Veröffentlichung von Reproduktionsbänden auf der Jerusalemer Buchmesse